# Patricio Pitbull
Patricio André de Sousa Freire (Mossoró, 7 de julho de 1987), mais conhecido com Patricio Pitbull, é um lutador de MMA brasileiro e duplo campeão simultâneo do Bellator MMA, possuindo os cinturões peso-pena e leve da mesma organização. É o 3° brasileiro campeão do Bellator e irmão do lutador peso-leve do Bellator Patricky Freire.

## Carreira no MMA

### Bellator MMA
Após um cartel impressionante nos eventos promocionais brasileiros, Patricio Freire realizou sua estreia no dia 22 de abril de 2010, no Bellator MMA no Torneio de Penas da Segunda Temporada, nos Estados Unidos.
Nas quartas de final, no Bellator 15, ele venceu Will Romero por Finalização no primeiro round. No Bellator 18, derrotou nas semifinais o também Brasileiro e ex-Campeão Peso Pena do EliteXC, Wilson Reis.
Na final realizada no dia 24 de junho de 2010, enfrentou Joe Warren no Bellator 23. Freire perdeu por uma decisão dividida controversa.
No Torneio de Penas da Quarta Temporada, Freire venceu Georgi Karakhanyan e Wilson Reis (em uma revanche de sua luta no ano anterior, a qual havia vencido) por Nocaute no terceiro round para avançar para a final do Torneio de Penas.
Freire enfrentou Daniel Straus na Final do Torneio de Penas da Quarta Temporada no Bellator 45. Freire venceu a luta por decisão unânime.
Freire teria sua revanche contra Joe Warren pelo Cinturão Peso Pena, porém quebrou a mão nos treinamentos.
Freire enfrentou Pat Curran no Bellator 85, pelo Cinturão Peso Pena do Bellator. Ele perdeu uma contestada decisão dividida.
Freire se recuperou da derrota ao nocautear Jared Downing em 31 de julho de 2013 no Bellator 97.
Freire enfrentou o veterano do UFC e WEC Diego Nunes, nas quartas de final do Torneio de Penas da Nona Temporada no Bellator 99. Ele venceu por nocaute no primeiro round. Ele ainda derrotou Fabrício Guerreiro por decisão no Bellator 103 e Justin Wilcox por nocaute técnico no Bellator 108 para vencer o torneio.
Ele teria sua revanche contra Pat Curran pelo Cinturão Peso Pena do Bellator no Bellator 121, no entanto, uma lesão de Curran adiou a luta. A luta foi então remarcada para 5 de setembro de 2014 no Bellator 123. Patrício venceu a luta por decisão unânime e ganhou o Cinturão Peso Pena do Bellator.
Sua primeira defesa de cinturão foi uma revanche contra o americano e ex-campeão Daniel Straus em 16 de janeiro de 2015 no Bellator 132. Desta vez, venceu por finalização com um mata-leão no quarto round.
Pitbull era esperado para defender seu cinturão contra o ex-Campeão Peso Pena do WSOF Georgi Karakhanyan em 19 de junho de 2015 no Bellator 138. No entanto, uma lesão fez Karakhanyan se retirar da luta e ser substituído pelo alemão Daniel Weichel. Após quase ser nocauteado no fim do primeiro round e no fim do segundo, Freire conseguiu nocautear Weichel com um soco, conseguindo uma grande reviravolta e mantendo seu título.
Na terceira luta contra Daniel Straus, em 6 de novembro de 2015 no Bellator 145, o brasileiro perdeu o cinturão por decisão unânime.
Patricio se recuperou com uma vitória por finalização sobre o americano Henry Corrales no Bellator 153 em 22 de abril de 2016. O Bellator então marcou uma super luta contra o ex-campeão do Ultimate Fighting Championship e World Extreme Cagefighting Benson Henderson no peso leve, a primeira luta de Pitbull fora dos pesos pena na organização. O vencedor desafiaria o então campeão do peso na organização, Michael Chandler.
Patricio dominou o combate com Henderson até quebrar a perna ao chutar a perna de seu adversário no segundo round. A luta ocorreu no Bellator 160 em 26 de agosto de 2016.
Em 21 de abril de 2017, Pitbull enfrentou Daniel Straus pela quarta vez, na primeira defesa de cinturão do americano desde que conquistou o título. Desta vez Patricio não deu chances para Straus, controlando toda a luta e vencendo por finalização no segundo round para se tornar duas vezes campeão mundial pela organização.
Devido a lesões, o brasileiro teve seu segundo confronto contra Daniel Weichel, que ocorreria em Israel, em Novembro de 2017, adiado para 14 de julho de 2018 no Bellator 203. Patricio venceu a luta por decisão dividida, embora o presidente da organização, Scott Coker, tenha mencionado em entrevistas que não entendeu um dos juízes ter pontuado a luta a favor do alemão, considerando a vitória do brasileiro bastante clara.
O Bellator não demorou a marcar a próxima luta de Pitbull. Em 15 de novembro de 2018, Freire enfrentou o desafiante número um Emmanuel Sanchez e, em luta empolgante, venceu o americano por decisão unânime dos juízes.
Em fevereiro de 2019, o Bellator anunciou a renovação dos contratos de Patricio e seu irmão Patricky Freire e não tardou a anunciar o combate de Patricio contra o campeão dos Pesos Leve, Michael Chandler. A mídia especializada e fãs definiram a luta como um confronto entre os dois melhores lutadores da história da organização, com o título de melhor da história em jogo, além do título do americano. Ambos foram ao combate detendo os recordes de maior número de vitórias na organização e maior número de vitórias em lutas por cinturão, entre outros. Com o histórico envolvendo os atletas — Chandler derrotou duas vezes Patricky, irmão mais velho de Patricio — a troca de farpas entre os dois para promoção da luta foi grande. Scott Coker, presidente da organização, apontou que esta poderia ser uma das melhores lutas já vista.
Em 11 de maio de 2019, Patricio e Chandler se enfrentaram em Chicago, Illinois. Contrariando as expectativas da maioria dos jornalistas, Pitbull nocauteou Michael Chandler em apenas 61 segundos de luta, se tornando o segundo atleta na história da organização a ser detentor dos títulos de duas categorias simultaneamente.
Com amplas opções à sua frente, o brasileiro declarou querer conquistar um terceiro cinturão, dessa vez baixando para a categoria dos Pesos Galo. 
Em 28 de setembro de 2019 no Bellator 228, Freire venceu o desafiante número 1 Juan Archuleta por decisão unânime, em combate que dominou desde o início. A luta foi válida pela primeira fase do Grand Prix Peso Pena do Bellator, que envolve os 16 melhores Pesos Penas da organização em torneio que vale o título da categoria, defendido por Freire, e 1 milhão de dólares.
Nas quartas-de-final do Grand Prix, Freire enfrentou o português Pedro Carvalho. O combate, marcado para 13 de março de 2020, foi adiado no dia do evento devido à pandemia de COVID-19.
Após assinar com o UFC, Patricio Pitbull enfrentou Yair Rodriguez no UFC 314 em Miami.

## Campeonatos e realizações

### Artes Marciais Mistas
- Bellator MMA
  - Campeão Mundial Peso Leve - título conquistado em 11 de maio de 2019
  - Três vezes Campeão Mundial Peso Pena - título conquistado em 5 de setembro de 2014 a 6 de novembro de 2015, reconquistado em 21 de abril de 2017 e reconquistando novamente em 16 de abril de 2022 até a presente data.
  - Vencedor do Torneio dos Penas da Nona Temporada
  - Vencedor do Torneio dos Penas da Quarta Temporada
  - Finalista do Torneio dos Penas da Segunda Temporada

- Sherdog
  - All-Violence Third Team 2011

- Bleacher Report
  - MMA All-Star First Team 2011

## Cartel no MMA
| Cartel no MMA   |             |            |
| 38 lutas        | 33 vitórias | 5 derrotas |
| Por nocaute     | 11          | 1          |
| Por finalização | 12          | 0          |
| Por decisão     | 10          | 4          |

| Res.    | Cartel | Oponente               | Método                                    | Evento                               | Data       | Round | Tempo | Local                     | Notas |
| ------- | ------ | ---------------------- | ----------------------------------------- | ------------------------------------ | ---------- | ----- | ----- | ------------------------- | --- |
| Vitória | 34-5   | JAP Kleber Koike Erbst | Decisão (unânime)                         | Bellator MMA x Rizin                 | 31/12/2022 | 3     | 5:00  | Saitama                   | Luta especial: coorganizada por Bellator e Rizin                                                                                 |
| Vitória | 33-5   | A.J. McKee             | Decisão (unânime)                         | Bellator 277: Pitbull vs. McKee      | 16/04/2022 | 5     | 5:00  | San Jose, California      | Ganhou o Cinturão Peso Pena do Bellator                                                                                          |
| Derrota | 32-5   | A.J. McKee             | Finalização Técnica (guilhotina)          | Bellator 263: Pitbull vs. McKee      | 31/07/2021 | 1     | 1:57  | Inglewood, California     | Perdeu o Cinturão Peso Pena do Bellator; perdeu a final do Grand Prix do Peso Pena do Bellator                                   |
| Vitória | 32-4   | Emmanuel Sanchez       | Finalização Técnica (guilhotina)          | Bellator 255: Pitbull vs. Sanchez II | 02/04/2021 | 1     | 3:35  | Uncasville, Connecticut   | Defendeu o Cinturão Peso Pena do Bellator; semifinais do Grand Prix do Peso Pena do Bellator                                     |
| Vitória | 31-4   | Pedro Carvalho         | Nocaute (socos)                           | Bellator 252: Pitbull vs. Carvalho   | 12/11/2020 | 1     | 2:10  | Uncasville, Connecticut   | Defendeu o Cinturão Peso Pena do Bellator; quartas de final do Grand Prix do Peso Pena do Bellator                               |
| Vitória | 30-4   | Juan Archuleta         | Decisão (unânime)                         | Bellator 228                         | 28/09/2019 | 5     | 5:00  | Inglewood, Califórnia     | Defendeu o Cinturão Peso Pena do Bellator; round de abertura do Grand Prix do Peso Pena do Bellator                              |
| Vitória | 29-4   | Michael Chandler       | Nocaute Técnico (socos)                   | Bellator 221                         | 11/05/2019 | 1     | 1:01  | Chicago                   | Retorno aos Leves; ganhou o Cinturão Peso Leve do Bellator; primeiro brasileiro a ser campeão em duas categorias simultaneamente |
| Vitória | 28-4   | Emmanuel Sanchez       | Decisão (unânime)                         | Bellator 209: Pitbull vs. Sanchez    | 15/11/2018 | 5     | 5:00  | Tel Aviv                  | Defendeu o Cinturão Peso Pena do Bellator                                                                                        |
| Vitória | 27-4   | Daniel Weichel         | Decisão (dividida)                        | Bellator 203: Pitbull vs. Weichel II | 14/07/2018 | 5     | 5:00  | Roma                      | Defendeu o Cinturão Peso Pena do Bellator                                                                                        |
| Vitória | 26-4   | Daniel Straus          | Finalização (guilhotina)                  | Bellator 178                         | 21/04/2017 | 2     | 0:37  | Connecticut               | Retorno aos Penas; ganhou o Cinturão Peso Pena do Bellator                                                                       |
| Derrota | 25-4   | Benson Henderson       | Nocaute Técnico (lesão)                   | Bellator 160                         | 26/08/2016 | 2     | 2:26  | Anaheim, Califórnia       | Luta nos Leves |
| Vitória | 25-3   | Henry Corrales         | Finalização (guilhotina)                  | Bellator 153                         | 22/04/2016 | 2     | 4:09  | St. Louis, Missouri       | |
| Derrota | 24-3   | Daniel Straus          | Decisão (unânime)                         | Bellator 145                         | 06/11/2015 | 5     | 5:00  | St. Louis, Missouri       | Perdeu o Cinturão Peso Pena do Bellator                                                                                          |
| Vitória | 24-2   | Daniel Weichel         | Nocaute (soco)                            | Bellator 138                         | 19/06/2015 | 2     | 0:32  | St. Louis, Missouri       | Defendeu o Cinturão Peso Pena do Bellator                                                                                        |
| Vitória | 23-2   | Daniel Straus          | Finalização (mata leão)                   | Bellator 132                         | 16/01/2015 | 4     | 4:49  | Temecula, California      | Defendeu o Cinturão Peso Pena do Bellator                                                                                        |
| Vitória | 22-2   | Pat Curran             | Decisão (unânime)                         | Bellator 123                         | 05/09/2014 | 5     | 5:00  | Uncasville, Connecticut   | Ganhou o Cinturão Peso Pena do Bellator; Luta do Ano                                                                             |
| Vitória | 21-2   | Justin Wilcox          | Nocaute Técnico (socos)                   | Bellator 108                         | 15/11/2013 | 1     | 2:23  | Atlantic City, New Jersey | Final do Torneio de Penas da 9ª Temporada                                                                                        |
| Vitória | 20-2   | Fabrício Guerreiro     | Decisão (unânime)                         | Bellator 103                         | 11/10/2013 | 3     | 5:00  | Mulvane, Kansas           | Semifinal do Torneio de Penas da 9ª Temporada                                                                                    |
| Vitória | 19-2   | Diego Nunes            | Nocaute (soco)                            | Bellator 99                          | 13/09/2013 | 1     | 1:19  | Temecula, California      | Quartas de final do Torneio de Penas da 9ª Temporada                                                                             |
| Vitória | 18-2   | Jared Downing          | Nocaute (soco)                            | Bellator 97                          | 31/07/2013 | 2     | 0:54  | Rio Rancho, New Mexico    | |
| Derrota | 17-2   | Pat Curran             | Decisão (dividida)                        | Bellator 85                          | 17/01/2013 | 5     | 5:00  | Irvine, Califórnia        | Pelo Cinturão Peso Pena do Bellator                                                                                              |
| Vitória | 17-1   | Daniel Straus          | Decisão (unânime)                         | Bellator 45                          | 21/05/2011 | 3     | 5:00  | Lake Charles, Louisiana   | Final do Torneio dos Penas da 4ª Temporada                                                                                       |
| Vitória | 16-1   | Wilson Reis            | Nocaute (socos)                           | Bellator 41                          | 16/04/2011 | 3     | 3:29  | Yuma, Arizona             | Semifinal do Torneio dos Penas da 4ª Temporada                                                                                   |
| Vitória | 15-1   | Georgi Karakhanyan     | Nocaute Técnico (socos)                   | Bellator 37                          | 19/03/2011 | 3     | 0:56  | Concho, Oklahoma          | Quartas de final do Torneio dos Penas da 4ª Temporada                                                                            |
| Derrota | 14-1   | Joe Warren             | Decisão (dividida)                        | Bellator 23                          | 24/06/2010 | 3     | 5:00  | Louisville, Kentucky      | Final do Torneio dos Penas da 2ª Temporada                                                                                       |
| Vitória | 14-0   | Wilson Reis            | Decisão (unânime)                         | Bellator 18                          | 13/05/2010 | 3     | 5:00  | Monroe, Louisiana         | Semifinal do Torneio dos Penas da 2ª Temporada                                                                                   |
| Vitória | 13-0   | William Romero         | Finalização (chave de calcanhar)          | Bellator 15                          | 22/04/2010 | 1     | 2:01  | Uncasville, Connecticut   | Quartas de final do Torneio de Penas da 2ª Temporada                                                                             |
| Vitória | 12-0   | Johnny Iwasaki         | Finalização (guilhotina)                  | Platinum Fight Brazil 2              | 05/12/2009 | 2     | 3:27  | Rio de Janeiro, RJ        | |
| Vitória | 11-0   | Vinicius Borba         | Nocaute Técnico (chute na cabeça e socos) | Eagle Fighting Championship          | 26/09/2009 | 1     | 1:24  | São Paulo, SP             | |
| Vitória | 10-0   | Giovani Diniz          | Finalização (kimura)                      | Platinum Fight Brazil                | 13/08/2009 | 1     | 2:20  | Natal, RN                 | |
| Vitória | 9-0    | Gleristone Santos      | Nocaute (joelhada voadora)                | Brazil Nordeste Combat               | 02/04/2009 | 1     | 2:16  | Natal, RN                 | |
| Vitória | 8-0    | Fernando Vieira        | Decisão (unânime)                         | Leal Combat: Premium                 | 05/06/2008 | 3     | 5:00  | Natal, RN                 | |
| Vitória | 7-0    | Paulo Dantas           | Finalização (chave de calcanhar)          | Rino's FC 4                          | 27/09/2007 | 1     | 2:21  | Fortaleza, CE             | |
| Vitória | 6-0    | Jadyson Costa          | Finalização (mata leão)                   | Leal Combat: Grand Prix              | 05/07/2007 | 1     | 4:34  | Natal, RN                 | |
| Vitória | 5-0    | Rafael Gargula         | Finalização (chave de braço)              | Tridenium Combat                     | 06/04/2006 | 2     | 3:05  | Fortaleza                 | |
| Vitória | 4-0    | Joao Paulo             | Finalização (guilhotina)                  | Fight Ship Looking Boy 1             | 08/09/2005 | 2     | N/A   | Natal, RN                 | |
| Vitória | 3-0    | Tarcisio Jardim        | Finalização (guilhotina)                  | Octagon Fight                        | 24/02/2005 | 2     | N/A   | Natal, RN                 | |
| Vitória | 2-0    | Marlon Silva           | Decisão (unânime)                         | Brazilian Challenger 2               | 21/10/2004 | 3     | 5:00  | Natal, RN                 | |
| Vitória | 1-0    | Dida Dida              | Nocaute Técnico (interrupção do córner)   | Desafio: Natal vs. Nordeste          | 09/03/2004 | 1     | 5:00  | Natal, RN                 | |